# Brian Binnie
William Brian Binnie (West Lafayette, Indiana, 26 de abril de 1953 - 15 de septiembre de 2022) fue un oficial de la Marina de los Estados Unidos y uno de los pilotos de pruebas de SpaceShipOne, el avión espacial experimental desarrollado por Scaled Composites.

## Historia

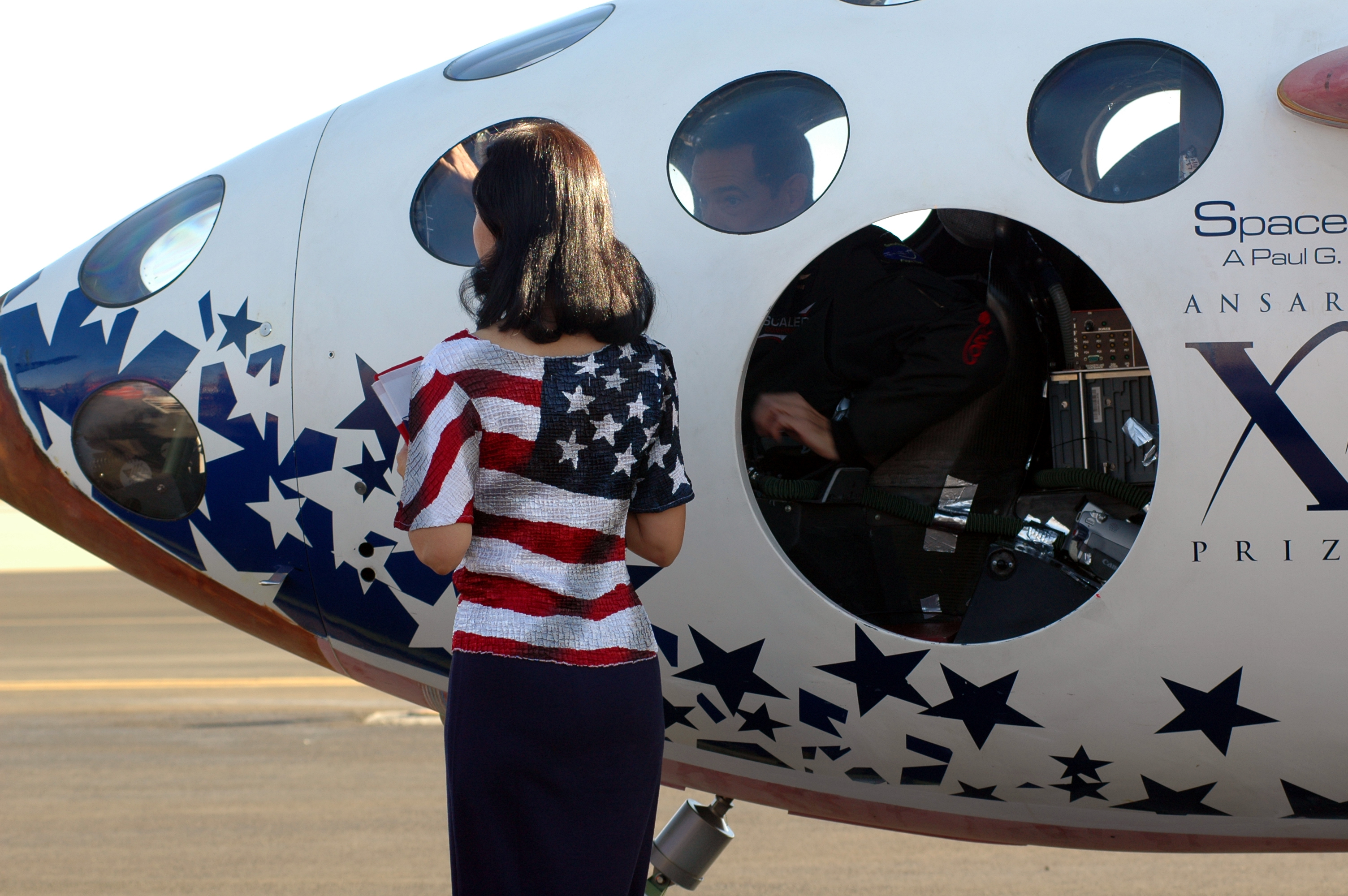
La esposa de Brian Binnie lo felicita después del vuelo 17P de la SpaceShipOne

Binnie nació en West Lafayette, Indiana, donde su padre escocés William P. Binnie fue profesor de física en la Universidad de Purdue. La familia regresó a Escocia cuando Binnie tenía cinco años, y vivieron en Aberdeen (su padre enseñaba en la Universidad de Aberdeen) y más tarde en Stirling.
Cuando Binnie era un adolescente la familia se trasladó a Boston.
Binnie, un exalumno de Brown y universidades de Princeton, sirvió durante 21 años en la Marina de los Estados Unidos como aviador naval volando los A-7 Corsair II, A-6 Intruder, F/A-18 Hornet, y el AV-8B Harrier II. Se graduó en la escuela de pilotos de la Marina de los Estados Unidos 
Binnie también fue copiloto del Atmospheric Test Vehicle de Rotary Rocket
En 2006, recibió un grado honorario de la Universidad de Aberdeen
En 2014 Binnie se unió a XCOR Aerospace como ingeniero y piloto de pruebas, después de trabajar como gerente de negocios y piloto de pruebas para Scaled Composites durante muchos años.

### SpaceShipOne y el vuelo espacial
El 17 de diciembre de 2003, el aniversario número 100 del primer vuelo a motor por los hermanos Wright, Binnie piloteó el primer vuelo de prueba con motor de la SpaceShipOne,vuelo 11P, que alcanzó una velocidad máxima de Mach 1,2 y una altura de 20.7 kilómetros.El 4 de octubre de 2004, Binie pilotó la SpaceShipOne en el segundo vuelo competitivo por el Ansari X Prize, vuelo 17P, ganando el Ansari X prize y convirtiéndose en la persona número 435 en ir al espacio. Su vuelo, que llegó a una altitud de 112 kilómetros, estableció un récord de altitud de aeronaves con alas, rompiendo el viejo récord del North American X-15 en 1963. También consiguió el segundo par de alas de un Astronauta comercial, dada por la FAA para un vuelo a bordo de una nave espacial comercial de propiedad privada.